# Polycycnis barbata
Polycycnis barbata är en orkidéart som först beskrevs av John Lindley, och fick sitt nu gällande namn av Heinrich Gustav Reichenbach. Polycycnis barbata ingår i släktet Polycycnis och familjen orkidéer. Inga underarter finns listade i Catalogue of Life.

## Bildgalleri

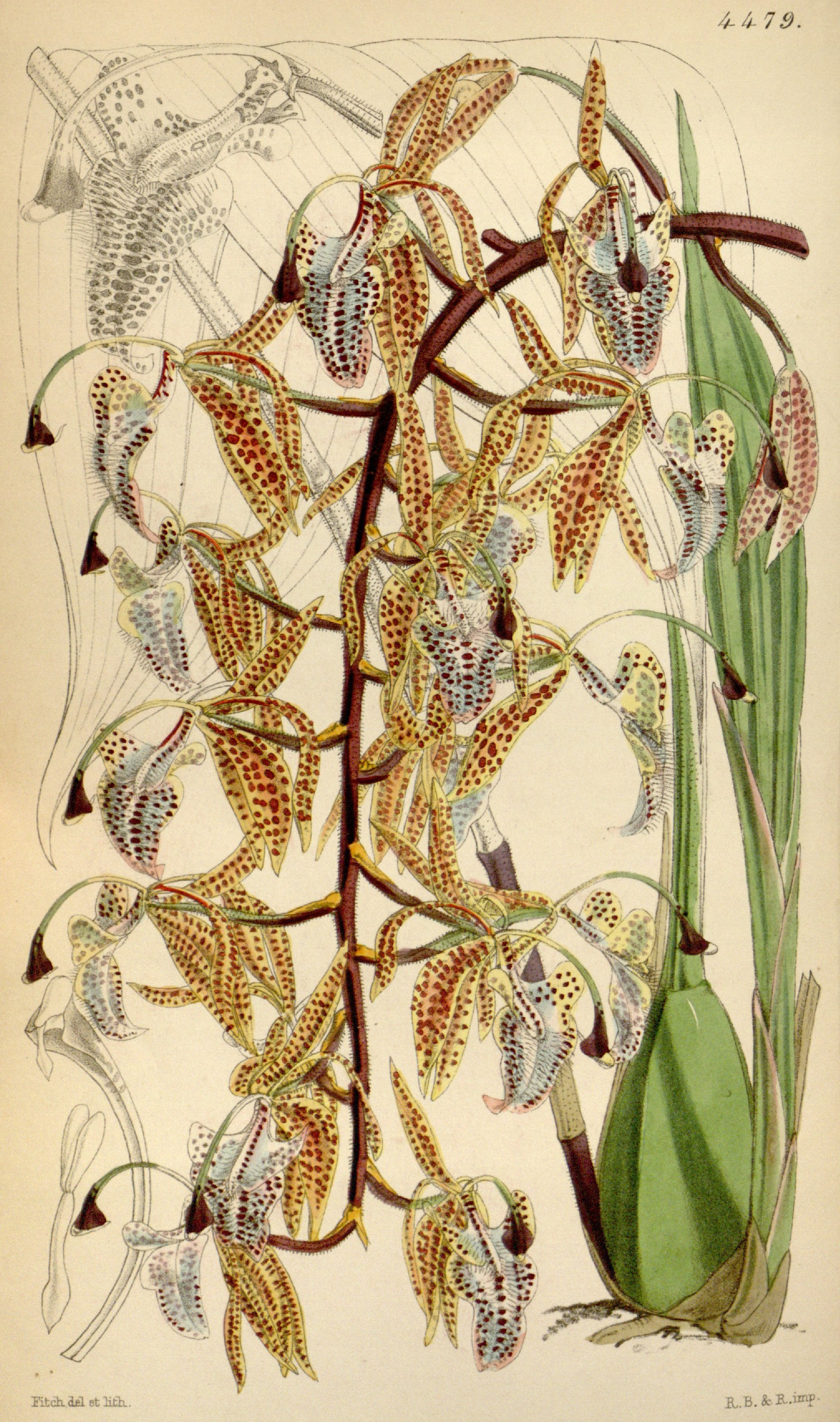